# シャルル＝ルイ・フェルボークホーフェン
シャルル＝ルイ・フェルボークホーフェン（Charles-Louis Verboeckhoven、1802年3月5日 - 1889年9月22日）は、ベルギーの画家である。港の風景など海洋画を描いた。

## 略歴
現在のベルギー、ウェスト＝フランデレン州の Warneton/Waastenで生まれた。父親のバルテルミー・フェルボークホーフェン(Barthélemy Verboeckhoven: 1759-1840) は彫刻家で、兄のウジェーヌ・フェルボークホーフェン（1798-1881）は動物のいる風景を描くのが得意な画家になった 。
父親や兄から美術を学んだ後、1815年に河川港のあるヘントに家族と移った後、当時のベルギーではあまり、取り上げられなかった分野の港の風景を描くようになった。フランス・バルタザール・ソルヴィンス（Frans Balthasar Solvyns (1760-1820）やジャン＝バティスト・タンシー（Jean-Baptiste Tency: 1746– 1811）、ドミニク・デ・バスト（Dominique de Bast:1781-1842）といった風景画家が海洋画を描いていた。1924年にブリュッセルの展覧会に海洋画を初めて出展し、1827年に作品が政府に買い上げられた。1827年からブリュッセルを拠点として活動し、海洋画家として高い評価を得たが、ベルギーの独立を求める政治活動に熱心になった。
1830年に起きたベルギー独立革命では熱心な活動家であった兄のウジェーヌ・フェルボークホーフェンとともに活動し、自由義勇軍団の砲兵などとして戦い、勲章を受章した。
ブリュッセルのトリエンナーレなどの展覧会に出展し、1833年と1836年にメダルを受賞した。ヘントやアントウェルペンの展覧会などにも出展し、1855年のパリ万国博覧会の展覧会やパリのサロンなどにも参加し、パリのサロンでもメダルを受賞した。これらの展覧会へ出展する作品を描くためにオランダやフランス、イギリスの海岸沿いの街を何度も旅した。
1889年にスカールベークで亡くなった。

## 作品

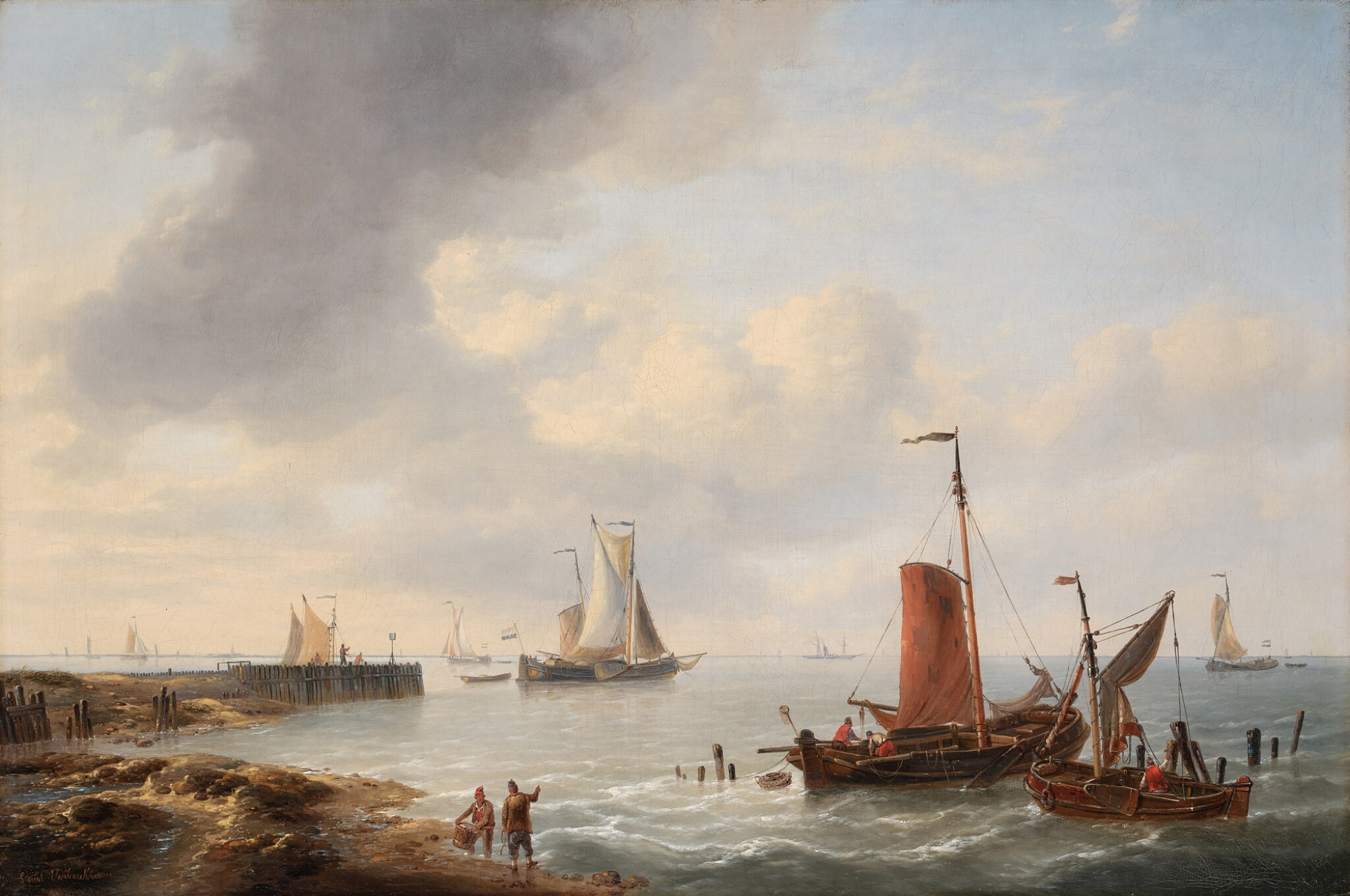
北の海の海岸
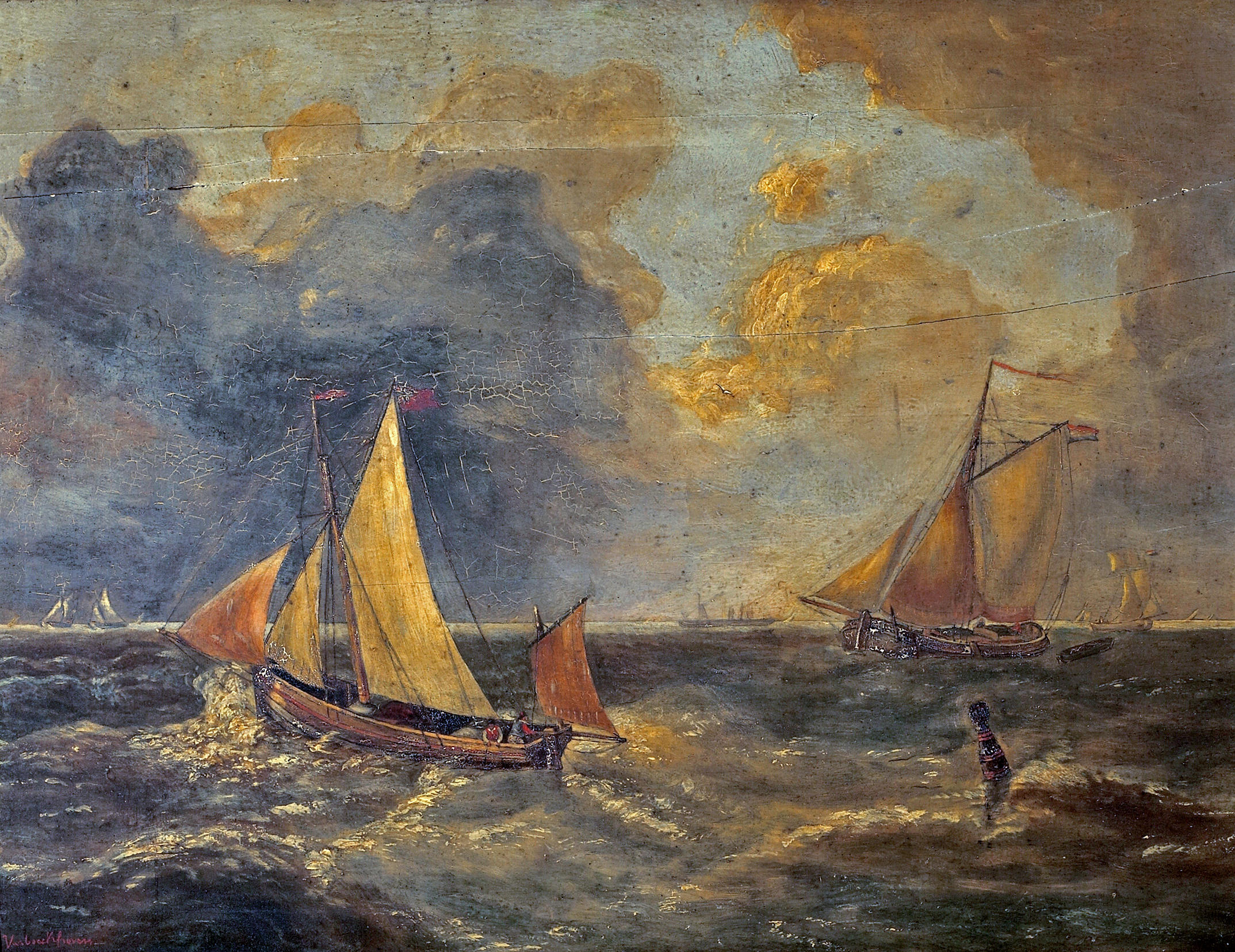
波立つ海の漁船
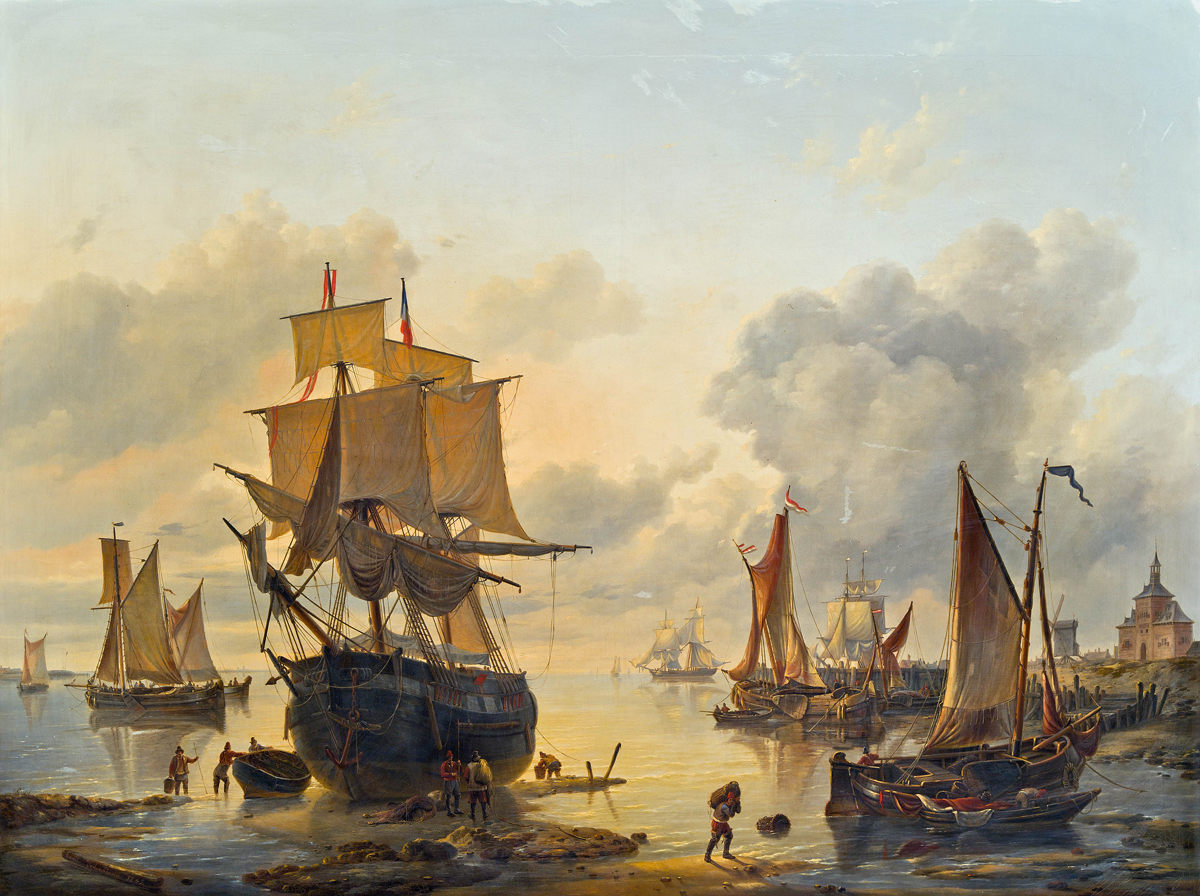
オランダの港
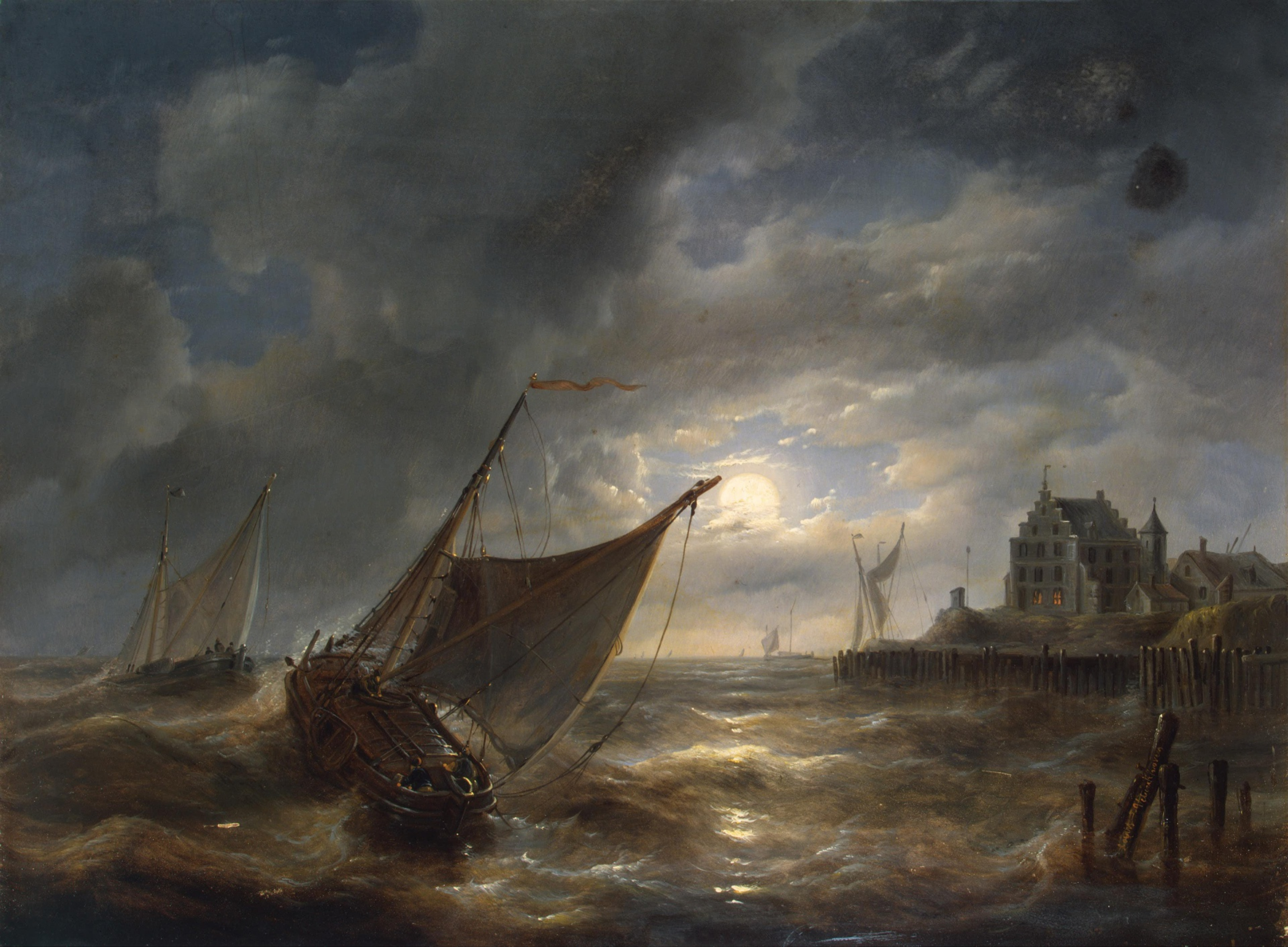
夜の港